# Oscar Aigner
Oscar Aigner, auch geführt als Oskar Aigner (* 10. November 1875 in München; † 12. Juli 1943 in Hechendorf am Pilsensee, Bayern, Deutsches Reich) war ein deutscher Sänger (Tenorbuffo) für Oper und Operette sowie ein Schauspieler bei Bühne und Film.

## Leben und Wirken
Aigner erhielt Mitte der 1890er Jahre seine künstlerische Ausbildung in seiner Heimatstadt München bei dem Hofschauspieler König. Sein frühes Rollenfach war das des jugendlichen Liebhabers. Sein erstes Engagement brachte Aigner im Herbst 1899 in die ostpreußische Stadt Elbing. Nach nur einer Spielzeit ging er für eine weitere Saison nach Plauen (1900/01) und 1901 für drei Spielzeiten an das Altenburger Hoftheater (1901–04), 1904 folgte Oscar Aigner einem Ruf an das Dresdner Residenz-Theater. Zwischendurch sah man ihn fünf Sommer lang in der theaterfreien Zeit auch am königlichen Kurtheater von Wildbad (1900 bis 1905). Seit seiner Übersiedelung nach Dresden wandte sich Oscar Aigner weitgehend von der Schauspielerei ab und konzentrierte sich auf Gesangspartien in Operetten, gelegentlich auch Opern. Er blieb bis zuletzt der Elbmetropole beruflich verbunden und wirkte auch am dortigen Centraltheater.
In jungen Jahren sah man Aigner unter anderem als Veit in Undine, als Monostatos in Die Zauberflöte, als Zitterbart in Der Evangelimann, als Lanzelot in Die Puppe, als Jakob in Der Strom, als Schummerich in Die zärtlichen Verwandten, als Lauffen in Zapfenstreich und als Eisenstein in Die Fledermaus. Seinen größten Erfolg feierte Oscar Aigner jedoch in späteren Jahren und zwar mit dem Grafen Danilo in dem Operettenklassiker Die lustige Witwe von Franz Lehár. „Berühmt waren seine improvisierten Einfälle, durch die er dem Bühnengeschehen erst die rechte Würze zu geben verstand“ wie das Deutsche Bühnen-Jahrbuch anlässlich seines Todes feststellte. An selber Stelle ist zu lesen: „Im Zigeunerbaron erregte sein Zsupan stets Beifallsstürme und sein Bettelstudent war die Verkörperung des volkstümlichsten Humors“. Aigner befand sich quasi im Vorruhestand, als er in den 1930er Jahren mehrere kleine Rollen in frühen Tonfilmen annahm.

## Filmografie (komplett)
- 1930: Der unsterbliche Lump
- 1932: Morgenrot
- 1935: Ehestreik
- 1935: Königswalzer
- 1936: Auf eigene Faust (Kurzfilm)
- 1936: Flitterwochen
- 1936: Der Bettelstudent
- 1936: Und du mein Schatz fährst mit
- 1937: Kapriolen
- 1937: Der Schimmelkrieg auf der Holledau
- 1937: Spiel auf der Tenne
- 1938: Capriccio
- 1938: Pour Le Mérite

## Einzelnachweis
1. ↑  Deutsches Bühnenjahrbuch 1944, S. 72.